# Litteraturåret 1884

## Priser och utmärkelser
- Kungliga priset – Elof Tegnér
- Svenska Akademiens stora pris – Ludvig Norman[1]

## Nya böcker

### A – G
- À rebours (fr.) av Joris Karl Huysmans
- Dikter av Ola Hansson
- Dramatiska arbeten II av Alfhild Agrell
- En lektion av Alfhild Agrell
- En Malstrøm av Jonas Lie
- Fortuna av Alexander Kielland
- Från land och stad av Alfhild Agrell
- Giftas av August Strindberg

### H – N
- Huckleberry Finns äventyr (eng.) av Mark Twain
- Les blasphémes (fr.) av Jean Richepin
- Macbeth (fr.) av Jean Richepin
- Med eld och svärd (del ett av tre) av Henryk Sienkiewicz

### O – U
- Sophie Monnier, la maitresse de Mirabeau (fr) av Jean Richepin

### V – Ö
- Vildanden, drama av Henrik Ibsen

## Födda
- 3 april – Akke Kumlien (död 1949), svensk konstnär, formgivare och författare.
- 13 april – Anders Österling, (död 1981), svensk författare, översättare, litteraturkritiker och ständig sekreterare i Svenska Akademien.
- 15 juli – Henning Ohlson (död 1941), svensk författare och manusförfattare.
- 19 juli – Paul Myrén (död 1951), svensk författare, animatör, konstnär och skämttecknare.
- 8 augusti – Sara Teasdale (död 1933), amerikansk poet och kulturpersonlighet.
- 15 augusti – Alexander Abasheli (död 1954), georgisk poet, prosaförfattare och science fiction-författare.
- 16 augusti – Hugo Gernsback (död 1967), amerikansk science fiction-författare.
- 14 december – Eira Hellberg (död 1969), svensk författare.

## Avlidna
- 19 mars – Elias Lönnrot (född 1802), finlandssvensk folkdikts- och språkforskare.
- 1 augusti – Heinrich Laube (född 1806), tysk författare och teaterledare.
- 13 november – Johan Jolin (född 1818), svensk skådespelare, pjäsförfattare, sångtextförfattare och översättare.
- 25 december – Rudolf Hjärne (född 1815), svensk författare och litteratör.

### Fotnoter
1. ↑  Almanack för alla 1911